# Rettersen
Rettersen ist eine Ortsgemeinde im Landkreis Altenkirchen (Westerwald) in Rheinland-Pfalz. Sie gehört der Verbandsgemeinde Altenkirchen-Flammersfeld an. Im örtlichen Dialekt wird der Ort selten auch „Retterschen“ genannt.

## Geographische Lage
Durch Rettersen führt die Bundesstraße 8. Nachbarorte sind Kircheib im Westen, Hasselbach im Osten, Fiersbach im Südwesten und Ersfeld im Süden. Im Norden des Hauptortes grenzt der waldige Höhenzug Leuscheid an (Staatsforst Altenkirchen).
Zur Gemeinde gehören die Ortsteile Rettersen, Hahn, Roßberg und Witthecke.

## Geschichte
Rettersen wird 1428 erstmals urkundlich erwähnt. Im „Mirakelbuch zu Hilgenroth“ wird ein Einwohner von „Rethershoven“ genannt.
1931 erhielt Rettersen eine eigene Poststelle der Klasse II im Bezirk des Postamts Asbach.
Bevölkerungsentwicklung
Die Entwicklung der Einwohnerzahl von Rettersen, die Werte von 1871 bis 1987 beruhen auf Volkszählungen:
| Jahr | Einwohner |
| ---- | --------- |
| 1815 | 84        |
| 1835 | 132       |
| 1871 | 157       |
| 1905 | 182       |
| 1939 | 175       |
| 1950 | 202       |

| Jahr | Einwohner |
| ---- | --------- |
| 1961 | 191       |
| 1970 | 219       |
| 1987 | 240       |
| 1997 | 300       |
| 2005 | 382       |
| 2023 | 362       |

## Politik

### Gemeinderat
Der Gemeinderat in Rettersen besteht aus acht Ratsmitgliedern, die bei der Kommunalwahl am 9. Juni  2024 in einer Mehrheitswahl gewählt wurden, und den ehrenamtlichen Ortsbürgermeister als Vorsitzendem.

### Bürgermeister
Norbert Anhalt wurde am 15. Juli 2019 Ortsbürgermeister von Rettersen. Bei der Direktwahl am 26. Mai 2019 war er mit einem Stimmenanteil von 87,78 % gewählt worden. Vorgänger von Norbert Anhalt war Wolfgang Schmidt, der das Amt 20 Jahre ausübte. Bei der Direktwahl am 9. Juni 2024 wurde Anhalt als einziger Bewerber mit 87,8 % für weitere fünf Jahre wiedergewählt.

### Wappen
| Wappen von Rettersen | Blasonierung: „Rot durch einen silbernen Schräglinksbalken geteilt, vorn ein blau bewehrter und gezungter goldener linksgewendete leopardierter Löwe, hinten ein goldener Eichenzweig mit vier Fruchtständen balkenweis und vier Blättern.“                     |
| Wappen von Rettersen | Wappenbegründung: Der Löwe weist auf die frühere Zugehörigkeit zur Grafschaft Sayn hin, der Balken symbolisiert die alte Heer- und Handelsstraße, die durch den Ort führte. Der Eichenzweig symbolisiert die vier Ortsteile und weist auf den Waldreichtum hin. |

## Sonstiges
Es ist erwähnenswert, dass die Ortsteile unterschiedlich mit Trinkwasser versorgt werden. Die Ortsteile Hahn und Witthecke werden von der Verbandsgemeinde Altenkirchen-Flammersfeld mit Wasser vom Biggesee versorgt.
Der Ortsteil Rettersen hat hingegen eine eigene unabhängige Wasserversorgung aus einer Quelle im Forst. Dieses Wasser ist so rein, dass es nicht mit Chlor oder Ozon desinfiziert werden muss.
Durch den Ort fließt der Retterserbach, der in seinem Oberlauf Scherenbach und bei Ersfeld Peschbach genannt wird.
Siehe auch Liste der Kulturdenkmäler in Rettersen